# Stylonematales
Stylonematales, red crvenih algi, dio je razreda Stylonematophyceae. Postoji 49 priznatih vrsta u dvije porodice, od kojih je jedna (Phragmonemataceae) prije uključivana u red Porphyridiales.

## Porodice
1. Phragmonemataceae Skuja
2. Stylonemataceae K.M.Drew